# Juarez Albino Destro
Juarez Albino Destro, R.C.J. (Criciúma, 9 de abril de 1967) é um prelado brasileiro da Igreja Católica, bispo auxiliar da Arquidiocese de Porto Alegre.

## Biografia
Realizou seus estudos em filosofia no Instituto Vicentino de Filosofia em Curitiba e os estudos de teologia no Instituto Teológico São Paulo. Participou de um curso de comunicação do CELAM em Puebla de Zaragoza, no México.
Em 27 de janeiro de 1990 fez sua profissão religiosa na Congregação dos Rogacionistas do Coração de Jesus e foi ordenado padre em 24 de agosto de 1996, em Criciúma.
Foi diretor da Revista Rogate e membro do Instituto de Pastoral Vocacional em São Paulo entre 1997 e 2010, além de secretário da Província de São Lucas com sede em São Paulo entre 1997 e 2022). Em 2002, foi conselheiro provincial até 2009, quando tornou-se superior provincial, cargo exercido até 2018. Foi também mestre de noviços em Brasília, vigário provincial e conselheiro para a Formação e secretário provincial. De 2019 até 2023, foi assessor da Comissão Episcopal Pastoral para os Ministérios Ordenados e Vida Consagrada da Conferência Nacional dos Bispos do Brasil.
Foi nomeado pelo Papa Francisco como bispo auxiliar de Porto Alegre, atribuindo a sé titular de Sufetula.Foi ordenado em 17 de junho seguinte na Catedral Metropolitana de Porto Alegre por Dom Jaime Spengler, O.F.M., arcebispo de Porto Alegre, coadjuvado por Dom Ângelo Ademir Mezzari, R.C.J., bispo auxiliar de São Paulo e por Dom Jacinto Inácio Flach, bispo de Criciúma.